# Barrowfield

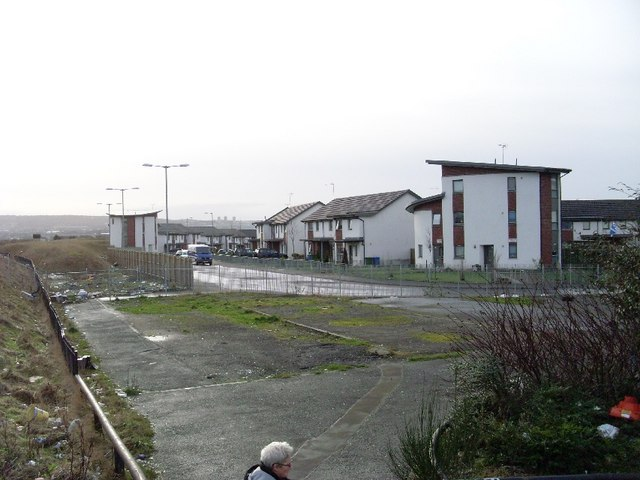

Barrowfield é um bairro de Glasgow, na Escócia, perto do Celtic Park, casa do Celtic F.C., que fica imediatamente a leste. É delimitada pela estrada A89 (Gallowgate) ao norte e pela A74 (London Road) ao sul.

## História
Sendo uma área de habitação da classe trabalhadora cercada por estradas principais e linhas ferroviárias, Barrowfield consequentemente desenvolveu um caráter distinto. Os apartamentos originais do regime habitacional dos anos 30 (construídos para acomodar os que foram retirados das favelas de Glasgow do século XIX em áreas próximas como Camlachie) tornaram-se cada vez mais difíceis de deixar e foram demolidos nos anos 2000 para dar lugar a casas mais atraentes. Uma pequena seção dos cortiços originais permanece em torno da junção de Law Street e Overtown Street, embora extensivamente reformada.
Na década de 1950, a área passou de um bairro da classe trabalhadora, como a maioria das outras áreas da cidade, para um local conhecido por suas gangues, a saber, "The Torch" e "The Spur", cujo território estava localizado respectivamente nas extremidades norte e sul da via principal. Cada um aterrorizou o trecho do outro, e a área foi tão violenta que os combates diminuíram nos anos 80 apenas porque os líderes das gangues perceberam que o tráfico de drogas era mais lucrativo. Infelizmente, para a comunidade, isso significava que o esquema tinha centenas de usuários de drogas de Glasgow vindo à região para comprar seus "equipamentos". Barrowfield, portanto, tem uma alta taxa de mortalidade entre os jovens, em grande parte devido ao abuso de drogas e suicídio. No início do século XXI, a área passou por uma grande reforma, mas o problema das drogas persiste e o crime ainda é alto. Em 2009, a zona de dados que cobre o bairro foi classificada como a mais carente da Escócia.
O jogador de futebol James McArthur e o ator Paul Brannigan cresceram em Barrowfield nos anos 1990.